# Îlet à Ramiers
Îlet à Ramiers är en obebodd ö i Martinique. Den ligger i den sydvästra delen av Martinique, 7 km söder om huvudstaden Fort-de-France.